# DCG-IV
DCG-IV je lek koji se koristi u naučnim istraživanjima. On deluje kao agonist za grupu II metabotropnih glutamatnih receptora (/3). On ima potentne neuroprotektivne i antikonvulsantne efekte u životinjskim studijama. On isto tako pokazuje antiparkinsonove efekte, mada je poznato da usporava formiranje memorija.